# Armikrog
Armikrog är ett peka-och-klicka-äventyrsspel utvecklat av Doug TenNapel i samarbete med Pencil Test Studios till Microsoft Windows, OS X, Linux och Wii U. Det är en andlig uppföljare till TenNapels tidigare spel The Neverhood, och utvecklades av samma personer. Liksom The Neverhood använder Armikrog sig av leranimation.
Spelet handlar om Tommynaut (Michael J. Nelson), en rymdutforskare som tillsammans med sin blinda talande hund Beak-Beak (Rob Paulsen) kraschlandar på en främmande planet och blir inlåsta i fortet Armikrog.

## Finansiering
Spelet finansierades genom crowdfunding på Kickstarter, med mål att få ihop 900 000 US dollar, och ytterligare 50 000 dollar för att finansiera utvecklingen av en Wii U-version. Båda målen uppnåddes; vid slutet av finansieringsperioden hade de fått ihop 974 578 dollar.